# 七軒茶屋駅
七軒茶屋駅（しちけんぢゃやえき）は、広島県広島市安佐南区緑井七丁目にある、西日本旅客鉄道（JR西日本）可部線の駅である。駅番号はJR-B10。
駅名は、以前7軒の茶屋があったことに由来する。

## 歴史

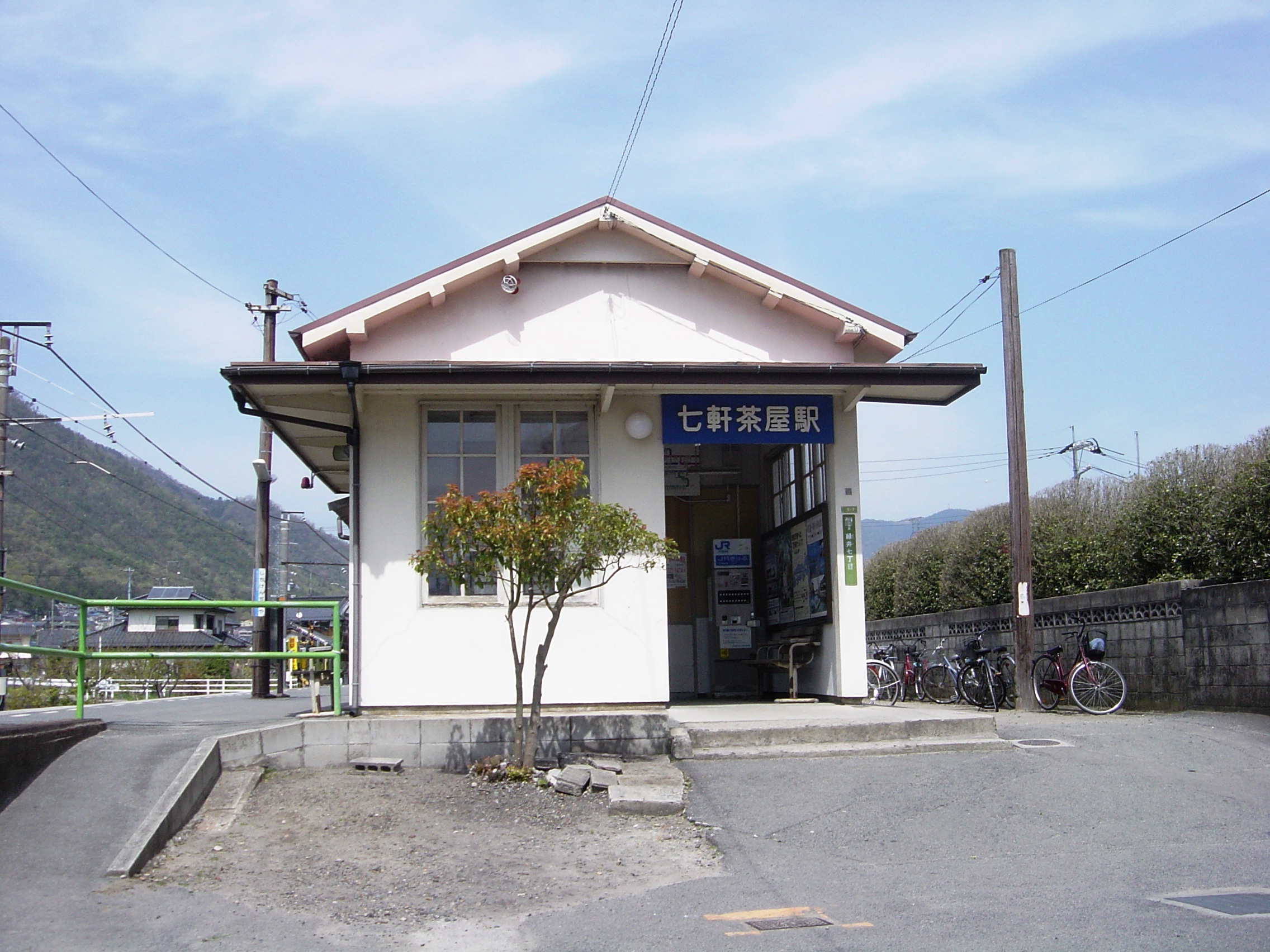
旧駅舎（2005年4月）

- 1910年（明治43年）12月25日：大日本軌道広島支社線（現・可部線）古市橋駅 - 太田川橋（現・上八木駅）間延伸時に開設（旅客駅）[2]。
- 1919年（大正8年）3月11日：大日本軌道広島支社線が可部軌道へ譲渡、同社の駅となる。
- 1926年（大正15年）5月1日：可部軌道が広島電気に合併、同社の駅となる。
- 1931年（昭和6年）7月1日：広島電気線が広浜鉄道へ譲渡、同社の駅となる。
- 1936年（昭和11年）9月1日：広浜鉄道国有化、鉄道省可部線の駅となる[3]。
- 1960年（昭和35年）4月1日：業務委託駅化（日本交通観光社受託）[4]。
- 1973年（昭和48年）5月1日：国鉄（→JR）特定都区市内制度における「広島市内」の駅となる[5][注釈 1]。
- 1987年（昭和62年）4月1日：国鉄分割民営化に伴い、西日本旅客鉄道（JR西日本）の駅となる[2]。
- 2004年（平成16年）10月：窓口営業時間変更、平日のみ営業となる。また、窓口営業時間中の一部時間帯で窓口閉鎖を開始。
- 2007年（平成19年）
  - 7月29日：ICOCA対応簡易型自動改札機設置。
  - 9月1日：ICカード「ICOCA」が利用可能となる。
- 2008年（平成20年）3月15日：広島方に約100m移転、ホームが4両編成対応となる[1]。同時に無人駅化[1]。
- 2014年（平成26年）8月20日：平成26年8月豪雨により広島市で土砂災害が発生。緑井駅 - 可部駅間で8月31日まで運転を見合わせた[6][7][8][9]。

## 駅構造

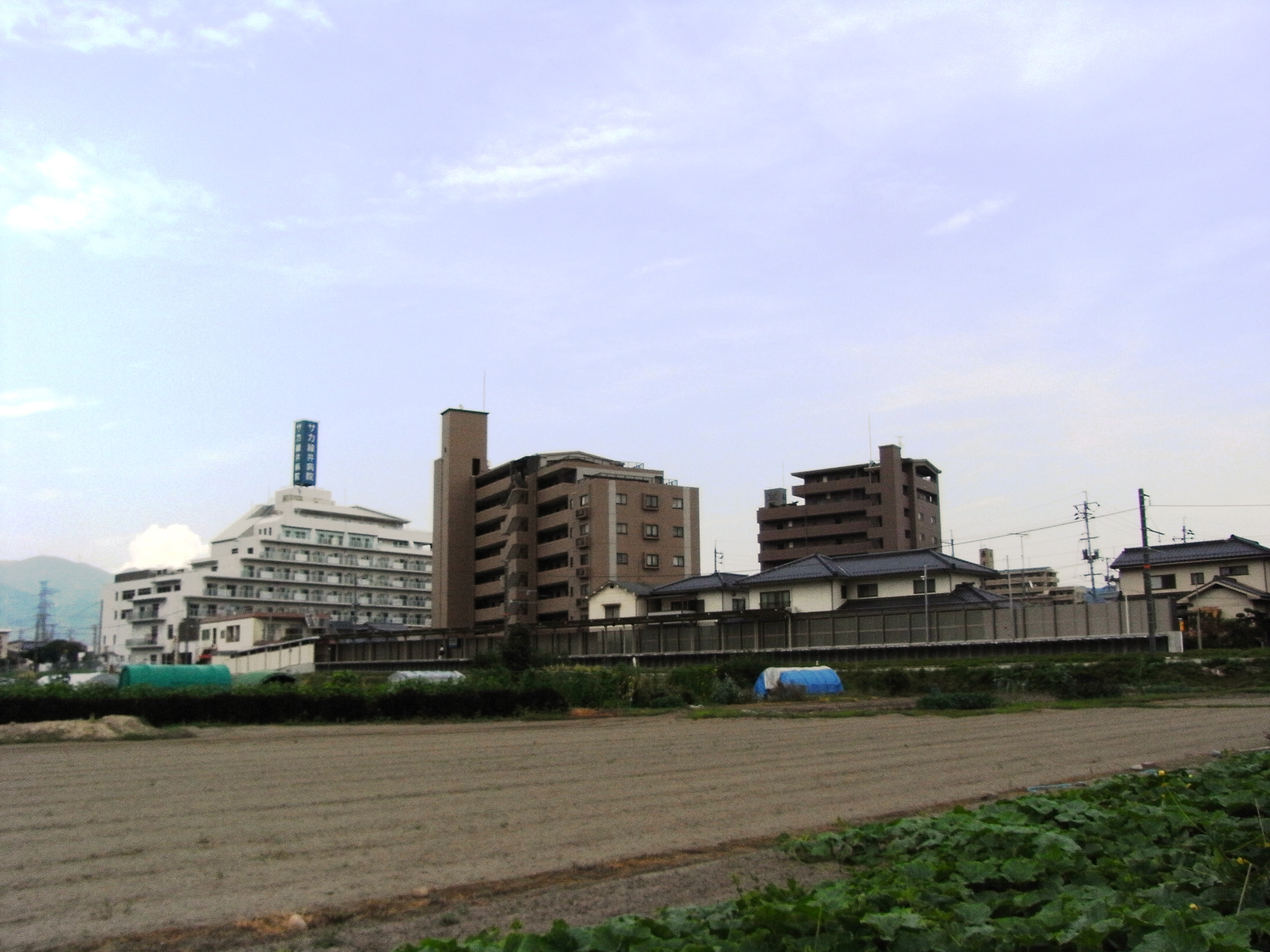
駅全景（2007年7月）

可部方面に向かって右側に単式ホーム1面1線を有する地上駅（停留所）。ホーム北側にある駅舎内には簡易型自動改札機・自動券売機が設置されている。
可部線は運行されている列車の多数が2両編成であるが、朝夕ラッシュ時や山陽本線や呉線からの直通列車が可部線に乗入れる場合に4両編成で運行されている。2008年3月14日まではホーム有効長が3両分しか無かったため、4両編成列車では1番広島寄り車両のドアが開かなかったが、現在地へ移転した3月15日からは4両編成列車でも全扉から乗降可能となっている。またこの日より無人駅となった。なお、駅移転後もトイレ（男女共用・水洗式）だけは以前の駅位置に残されている。
ICOCA（相互利用可能ICカードはICOCAの項を参照）が利用可能。JR特定都区市内制度における「広島市内」の駅である。

## 利用状況
以下の情報は、「広島市統計書」及び「広島市勢要覧」に基づいたデータである。
| 年度               | 1日平均 乗車人員 | 年度毎 総数 | 定期券 総数 | 普通券 総数 |
| ------------------ | ---------------- | ----------- | ----------- | ----------- |
| 1968年（昭和43年） | 351.7            | 256,758     | 210,048     | 46,710      |
| 1969年（昭和44年） | 348.0            | 254,004     | 206,716     | 47,288      |
| 1970年（昭和45年） | 338.1            | 246,839     | 207,776     | 39,063      |
| 1971年（昭和46年） | 319.4            | 233,766     | 197,710     | 36,056      |
| 1972年（昭和47年） | 296.4            | 216,355     | 178,656     | 37,699      |
| 1973年（昭和48年） | 406.4            | 296,636     | 220,432     | 76,204      |
| 1974年（昭和49年） | 455.7            | 332,696     | 244,224     | 88,472      |
| 1975年（昭和50年） | 456.3            | 334,035     | 227,290     | 106,745     |
| 1976年（昭和51年） | 449.9            | 328,395     | 215,040     | 113,355     |
| 1977年（昭和52年） | 451.1            | 329,308     | 221,698     | 107,610     |
| 1978年（昭和53年） | 447.1            | 326,359     | 227,356     | 99,003      |

以上の1日平均乗車人員は、乗車数と降車数が同じであると仮定し、年度毎総数を365（閏年が関係する1971・1975年は366）で割った後で、さらに2で割った値を、小数点第二位で四捨五入。小数点一位の値にした物である。
| 年度                | 1日平均 乗車人員 |
| ------------------- | ---------------- |
| 1979年（昭和54年）  | 416              |
| 1980年（昭和55年）  | 374              |
| 1981年（昭和56年）  | 349              |
| 1982年（昭和57年）  | 351              |
| 1983年（昭和58年）  | 355              |
| 1984年（昭和59年）  | 358              |
| 1985年（昭和60年）  | 355              |
| 1986年（昭和61年）  | 360              |
| 1987年（昭和62年）  | 425              |
| 1988年（昭和63年）  | 510              |
| 1989年（平成 元年） | 458              |
| 1990年（平成02年）  | 487              |
| 1991年（平成03年）  | 516              |
| 1992年（平成04年）  | 530              |
| 1993年（平成05年）  | 539              |
| 1994年（平成06年）  | 570              |
| 1995年（平成07年）  | 576              |
| 1996年（平成08年）  | 605              |
| 1997年（平成09年）  | 602              |
| 1998年（平成10年）  | 577              |
| 1999年（平成11年）  | 583              |
| 2000年（平成12年）  | 582              |
| 2001年（平成13年）  | 578              |
| 2002年（平成14年）  | 572              |
| 2003年（平成15年）  | 569              |
| 2004年（平成16年）  | 590              |
| 2005年（平成17年）  | 587              |
| 2006年（平成18年）  | 603              |
| 2007年（平成19年）  | 678              |
| 2008年（平成20年）  | 716              |
| 2009年（平成21年）  | 712              |
| 2010年（平成22年）  | 683              |
| 2011年（平成23年）  | 715              |
| 2012年（平成24年）  | 761              |
| 2013年（平成25年）  | 760              |
| 2014年（平成26年）  | 759              |
| 2015年（平成27年）  | 814              |
| 2016年（平成28年）  | 837              |
| 2017年（平成29年）  | 843              |
| 2018年（平成30年）  | 891              |
| 2019年（令和 元年） | 901              |
| 2020年（令和02年）  | 800              |
| 2021年（令和03年）  | 814              |
| 2022年（令和04年）  | 903              |

乗車数グラフ

## 駅周辺
駅舎は太田川支流の古川の右岸（西岸）に位置する。西側には権現山（標高397m）から阿武山（標高586m）へと続く山地が迫っており駅周辺に平野部は少ない。駅西側の住宅地の一部は山に向かって斜面上に立ち並んでいるが、この斜面は過去の土石流による土砂の堆積が繰り返されて形成された扇状地だと見られている。駅東側には可部線に並行して県道および国道が通過している。特に国道沿いはロードサイド型店舗が立地しており主たる商業地となっている。
2014年8月には西側の山地の多くの谷で土石流が発生し、危険な扇状地上の住宅街に土砂が流入し多数の死傷者が出た。可部線でも当駅付近から上八木駅付近に至る区間で線路上に土砂が流入した。この災害を受けて見直された広島市のハザードマップでは谷の出口から扇形に土砂災害防止法における土砂災害警戒区域」に指定され、山際の一部はさらに厳しい特別警戒区域に指定された。また、太田川氾濫時には駅周辺が浸水することが予想されている。避難場所として当駅付近では佐東公民館が指定されている。
- 太田川支流 古川
- 国道54号（駅周辺は国道183号、国道261号重複区間）佐東バイパス

JRバス中国「佐東出張所前」停留所 - 国道上にあるバス停
山陽自動車道 広島インターチェンジ 当駅南東で国道54号に接続する
- 広島県道270号八木緑井線 - かつての国道54号
- 路線バス

七軒茶屋バス停留所（広島電鉄・広島交通・フォーブル）- 県道上にあるバス停
中緑井方面のバス
・72,73K 広島バスセンター行き（広島交通・広電バス）
・72,73H 八丁堀経由広島駅行き
（広島交通）
・72,73G バスセンター経由広島駅行き（広島交通）
・高陽毘沙門台線（広島交通）
※平日のみ
・緑井循環 北循環（フォーブル）
※平日のみ
可部駅前方面のバス
・72 桐陽台，大林車庫，南原行き（広島交通）
・72 上根・吉田線（広電バス）
・73 勝木，勝木台，虹山団地，星ヶ丘（広島交通）
・73-9 豊平・琴谷線（広電バス）
・高陽毘沙門台線 高陽方面（広島交通）
※平日のみ
- 広島緑井郵便局
- 安佐南区役所佐東出張所（佐東公民館に隣接）
- 広島市立城南中学校

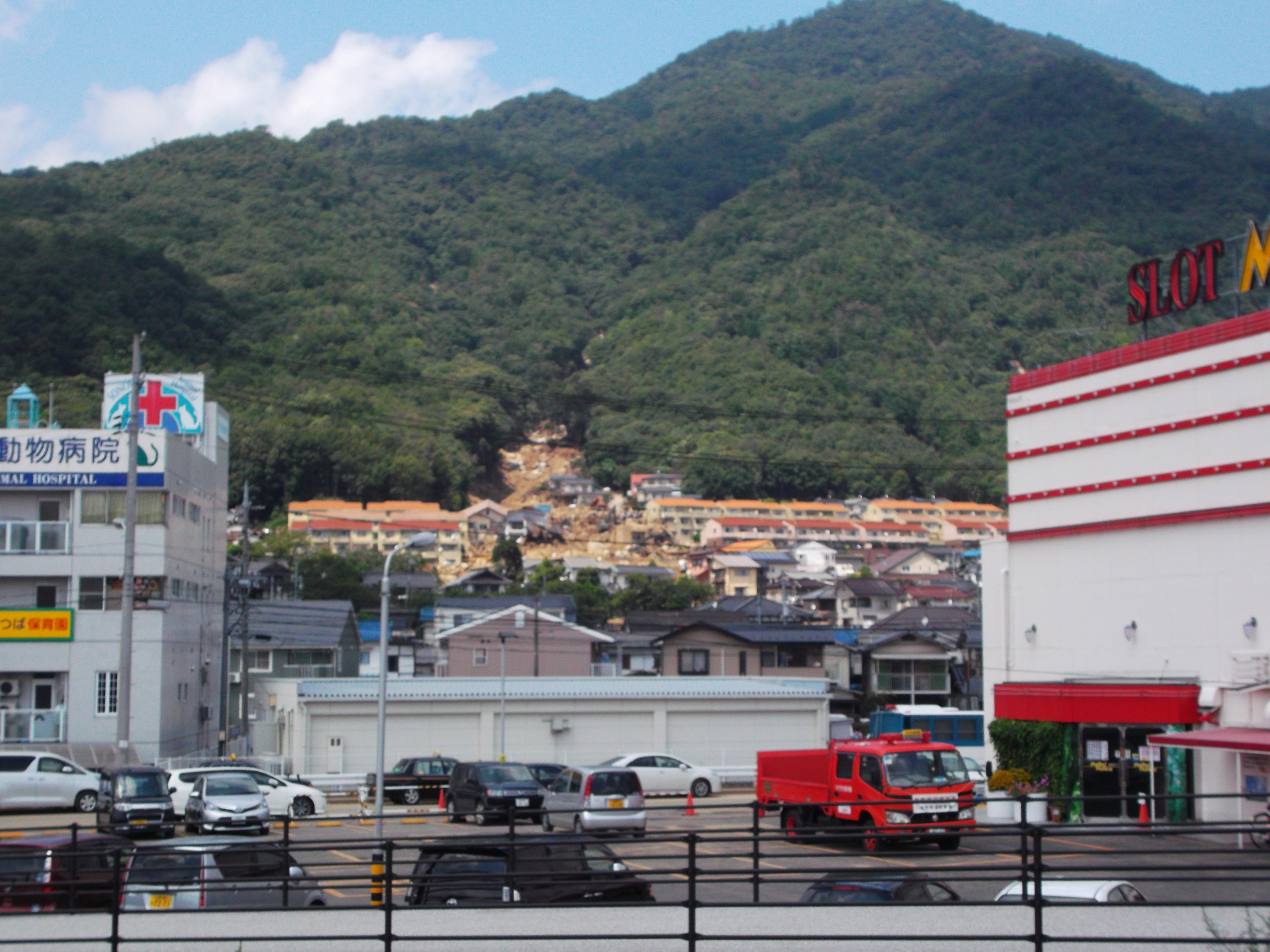
最大の被害が出た八木三丁目の県営緑が丘住宅付近（2014年8月）
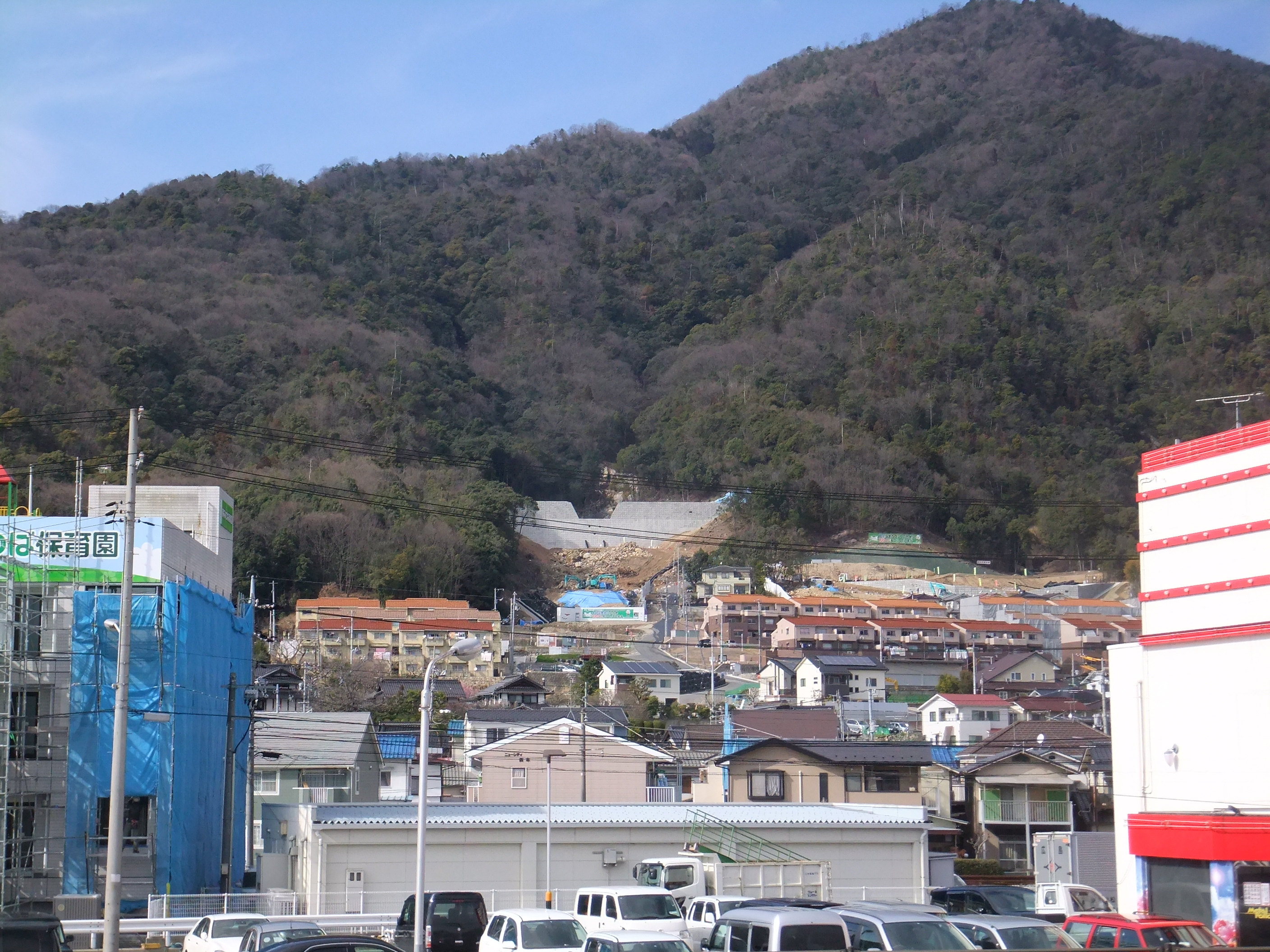
住宅の撤去と砂防ダムが建設された緑が丘住宅の沢（2017年）
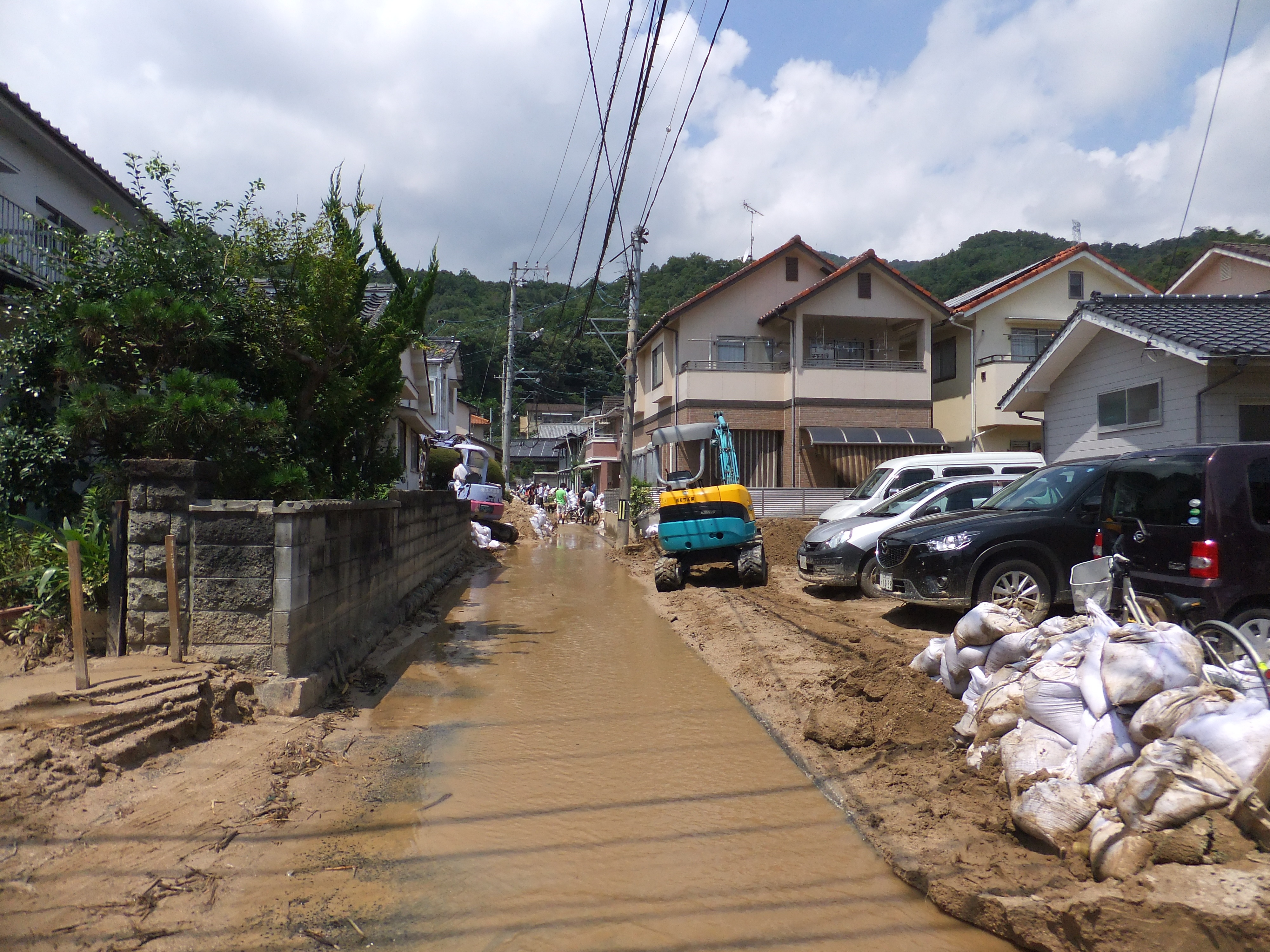
住宅街に流入した土砂（緑井地区 2014年8月）
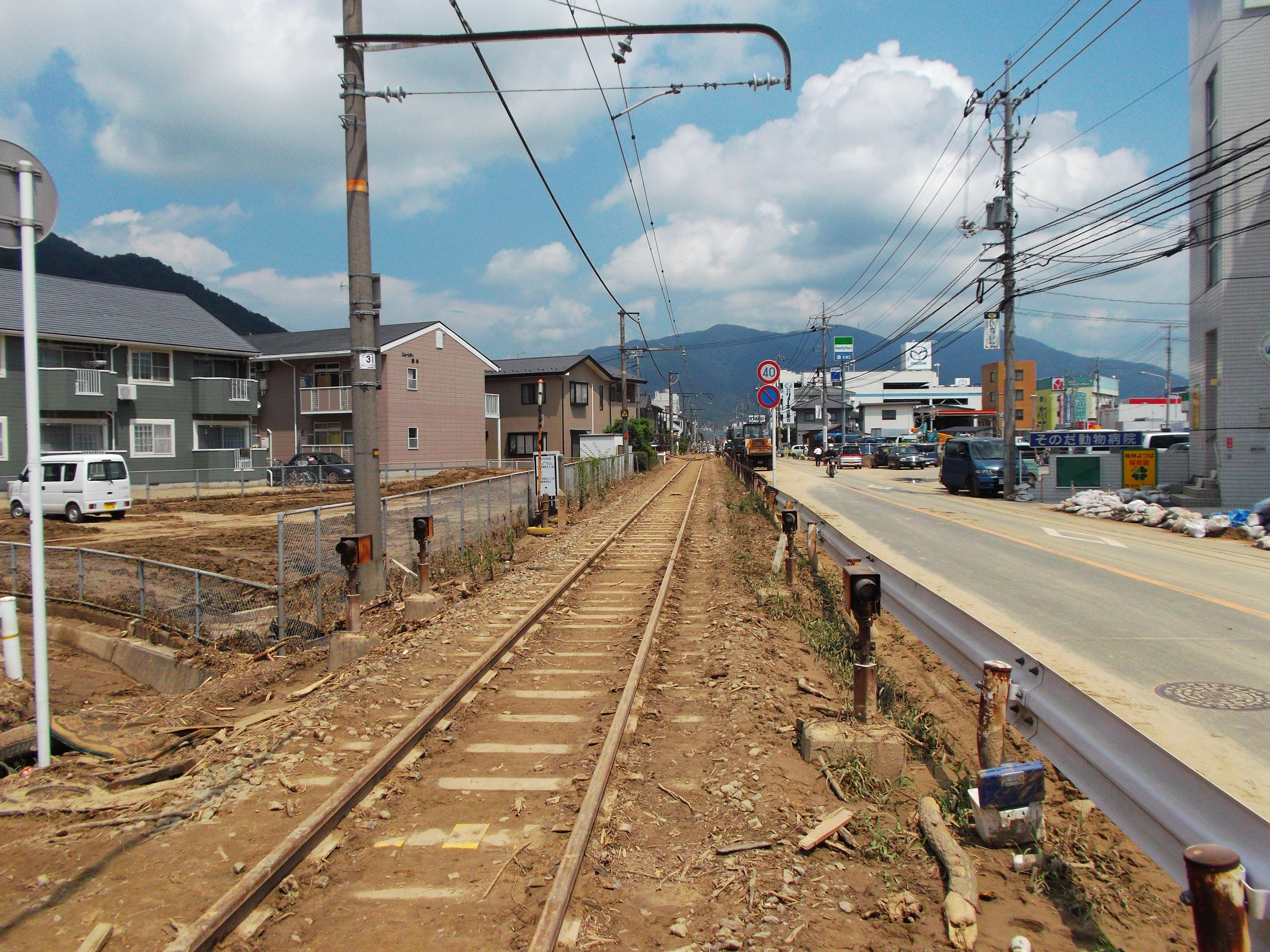
土砂が流入した七軒茶屋駅北側の可部線と県道（2014年8月）
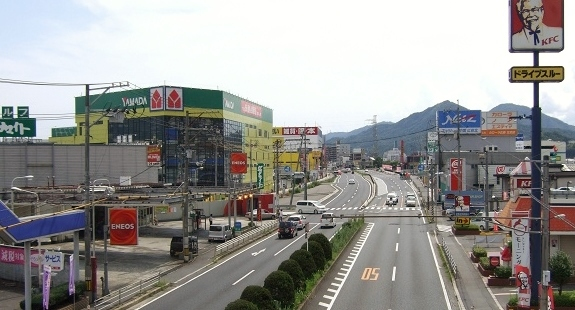
周辺では国道沿いが主たる商業地となっている（八木二丁目）

## 隣の駅
西日本旅客鉄道（JR西日本）
 可部線
緑井駅 (JR-B09) - 七軒茶屋駅 (JR-B10) - 梅林駅 (JR-B11)